# Perito judicial
O perito judicial  é um profissional, portador de diploma de nível técnico ou superior, especializado em determinada área do conhecimento que, sem vínculo de emprego com o Poder Judiciário, nomeado por magistrados de uma das varas das circunscrições judiciárias dos respectivos Tribunais de Justiça. O juiz será assistido por perito quando a prova do fato depender de conhecimento ténico ou científico, por meio de laudos técnicos produzidos por esse Auxiliar da Justiça; dia, a importância da perícia. O magistrado (juiz) não tem obrigação de conhecer, por exemplo, medicina, por isso convoca o profissional perito judicial médico; engenharia, perito judicial engenheiro, biomedicina, perito judicial biomédico, e assim sucessivamente; chama, ao processo, peritos judiciais de cada profissão, tantos quantos sejam necessários para deslindar a lide; para formar um juízo sobre o assunto. Para o exercício da função de Perito Judicial, o profissional deverá estar registrado no respectivo Órgão ou Conselho de Classe, como por exemplo CREA, CRECI, CRA, CRC, CRM, etc. 
A profissão de perito judicial está reconhecida na Classificação Brasileira de Ocupações (CBO), gerida pelo Ministério do Trabalho e Previdência, pertencente à familia dos Peritos Criminais e Judiciais, sob o Código-CBO 2441-10. Em reforço, a perícia judicial tem como propósito levar até os autos provas materiais ou científicas, com a missão de esclarecer a veracidade das situações, coisas e fatos dos processos judiciais, produzidas e levantadas mediante determinados procedimentos adotados por esses profissionais, tais como, mas não limitado a exames, vistorias, indagações, investigações, arbitramentos, avaliações e certificações.  
O Conselho Nacional de Justiça (CNJ), através da Resolução n.º 233 de 13 de julho de 2016, instituiu o cadastro eletrônico de profissionais e órgãos técnicos ou científicos no âmbito da Justiça de primeiro e segundo graus de todo o Brasil. A designação do perito judicial é feita pelo magistrado no despacho saneado (art. 331, I do Código de Processo Civil), quando houver por bem deferir a prova técnica. No artigo 421 do CPC está inserido que o técnico que deve servir no processo como perito é escolhido pelo juiz.
Portanto, temos no campo forense o perito particular ou assistente técnico, ambos profissionais de conhecimento técnico especializado mas que são contratados pelas partes envolvidas no litígio judicial, sendo, portanto, parciais consoante de infere do art. 466, § 10, do CPC que diz: “os assistentes técnicos são de confiança da parte e não estão sujeitos a impedimento ou suspeição”. Devem avaliar as diferentes hipóteses apresentadas no laudo pericial, apontando questões contraditórias ao ponto de vista do perito judicial. Este, por outro lado, passa a compreender melhor o ponto de vista técnico do assistente, apresentando um documento satisfatório ao juiz a fim de chegarem a possíveis conclusões. 

Enfim, tanto os peritos particulares como os assistentes técnicos são profissionais fundamentais para o esclarecimento de questões técnicas que comumente estão inseridas em processos judiciais, fornecendo elementos para uma decisão judicial justa. Os peritos oficiais e judiciais emitem laudo e o perito particular ou assistente técnico pareceres técnicos. Na República existem diversas instituições que representam os Peritos Judiciais, como Associações de Peritos Judiciais em diversos Estados, dentre eles, São Paulo (APEJESP), Rio de Janeiro (APJERJ), Minas Gerais (ASPEJUDI) e no Distrito Federal (APEJUSDF). Há alguns anos foi criado o primeiro Sindicato de Peritos Judiciais no Brasil, o SINPEJUS-DF. Em 2021 foi fundado o Sindicato Nacional dos Peritos da Justiça (SINPEJUS NACIONAL) com abrangência em todo o Brasil. Todas são de fundamental importância para a defesa da classe e valorização da atividade pericial. 